# La Chapelle-Saint-Martin
La Chapelle-Saint-Martin település Franciaországban, Savoie megyében. Lakosainak száma 146 fő (2022. január 1.). La Chapelle-Saint-Martin Loisieux, Meyrieux-Trouet, Saint-Paul-sur-Yenne, Saint-Pierre-d’Alvey és Traize községekkel határos.

## Népesség
A település népességének változása:
| Lakosok száma | 156  | 155  | 158  | 148  | 145  | 144  | 142  | 141  | 146  |
|               | 2013 | 2015 | 2016 | 2017 | 2018 | 2019 | 2020 | 2021 | 2022 |